# Gruppo Broad
Il Gruppo Broad è una società privata con sede a Changsha in Cina. Dal 1996 è il leader globale nella produzione di aria condizionata alimentata da gas naturale e calore di scarto. Il Gruppo Broad esporta prodotti in oltre sessanta paesi.
All'EXPO 2010 di Shangari era partner ufficiale dell'evento e fornitore esclusivo di prodotti di aria condizionata, ventilazione e purificazione dell'aria.
Broad è una delle poche aziende di produzione cinesi cui vengano riconosciute delle politiche chiaramente rivolte alla lotta al cambiamento climatico.

## Filiali
- Broad Sustainable Building